# Hey Man, Nice Shot
«Hey Man Nice Shot» — песня американской рок-группы Filter, была выпущена 18 июля 1995 года в качестве ведущего сингла дебютного студийного альбома Short Bus.
Песня была написана о самоубийстве государственного казначея Роберта Дуайера. Он был осужден за взяточничество в декабре 1986 года и ожидал приговора. Защищая свою невинновность за день до вынесения ему приговора, Дуайер созвал пресс-конференцию и застрелился в прямом эфире 22 января 1987 года.
Популярность песни увеличилась из-за того, что многие думали, что она была написана о самоубийстве Курта Кобейна в 1994. Однако Ричард Патрик, солист группы, утверждает, что Hey Man Nice Shot написана ещё в 1991 году.

## В популярной культуре
- Была использована в сериале «Секретные материалы» в 3 серии 3 сезона «Д.П.О.»
- Используется в фильме «Гонщик» (англ. Driven), режиссёра Ренни Харлина
- Также используется как саундтрек в фильме «Байки из склепа: Рыцарь-демон»
- Звучит в американском фильме режиссёра Марка Пеллингтона «Я устал от тебя» (англ. I Melt with You, букв. Я таю с тобой)
- Внесена в список песен, которые, по мнению руководства Clear Channel Communications (ныне IHeartMedia), «лирически сомнительны» для ротации после терактов 11 сентября
- Группа Korn исполняла её на концерте вместе с Ричардом Патриком
- Используется в сериале «Сверхъестественное» в 1 сезоне 6 серии «Кожа»

## Позиции в чартах
| Чарт (1995)                        | Позиция |
| ---------------------------------- | ------- |
| US Billboard Hot 100               | 76      |
| US Alternative Airplay (Billboard) | 10      |
| US Mainstream Rock (Billboard)     | 19      |
| Canadian RPM Alternative 30        | 14      |